# つるふさの法則
つるふさの法則（つるふさのほうそく、ロシア語: лысый — волосатый）とは、帝政時代から現在までのロシアの最高権力者に、禿頭の者とそうでない者が交互に現れることを指して言うアネクドート（ジョーク）。ハゲフサの法則とも。

## 定義
およそ200年間にわたってロシアの最高権力者には下記のような法則が成立する。
- ソ連・ロシアの最高権力者には、禿頭の者・「つる」（つるつる）と、そうでない者・「ふさ」（ふさふさ）が一人ずつ交互に就任する[1]。
- 「つる」は改革的であるが権力を悪い形で失う（失脚もしくは病に倒れる）。「ふさ」は保守的で死ぬまで権力を持ち続ける[2]。ロシアの作家ウラジーミル・ヴォイノヴィッチ（英語版）は「つる」の政治家は革命家・もしくは改革者であり、「ふさ」の政治家は反動的であるとした[3]。

英『タイムズ』紙もこの法則を用いてロシアの政治を分析したことがある。

## 理論的瑕疵
この法則はジョークであるため毛髪の量に厳密な基準があるわけではなく、恣意的に「つる」と「ふさ」に分けられている。
レーニン以降で唯一の例外とみなしうるのが、1953年のスターリン（ふさ）の死後、首相となったマレンコフ（ふさ）である。ソ連ではスターリン以降ソビエト連邦共産党の書記局を支配したものが最高指導者とみなされるが、マレンコフの場合、書記局の名簿筆頭にリストアップされたとは言え、当時ソビエト連邦共産党書記長職は廃止されており、同輩内の序列一位という立場であり、しかも8日後には辞任している。マレンコフはまもなく第一書記となったフルシチョフ（つる）と、ヴォロシーロフ最高会議幹部会議長を加えた集団指導体制、いわゆるトロイカ体制を志向していた。2年後、マレンコフはフルシチョフに追い落とされ、1957年の反党グループ事件で完全に失脚したこともあり、単独の最高権力者であったことはない。作家ウラジーミル・サフチェンコは、マレンコフの前にラヴレンチー・ベリヤが最高権力者であったとしてこの法則が継続したものとしている。ベリヤは秘密警察を掌握しており、スターリンの死後も権勢をふるったが、トロイカ体制が成立した後の1953年12月に処刑されている。
もっとも西側に公開されているマレンコフの写真を時系列を追って見ていくと、第二次世界大戦期には確かに「ふさ」だが、大戦後は生え際がだいぶ後退しており、さらに下って首相期の写真は不自然なパーマをかけている。つまりマレンコフ自身が「つる」でもあり「ふさ」でもあったという可能性もある。
フジテレビ『トリビアの泉 〜素晴らしきムダ知識〜』の2004年1月1日放送回で紹介されたときには、2004年の大統領選でプーチンが再選する可能性が高いことに触れて法則が崩れる予想があったが、過去のロシア連邦大統領ボリス・エリツィンも再選していることには触れずに解釈している。

## 歴史
対象とする人物はロシア帝国時代まで遡るが、この法則を最初に提唱した人物は定かではない。
この法則が広く知られるようになったのはブレジネフの時代である。この頃から考察に足る肖像が資料として蓄積されていき、停滞の時代という鬱屈した状況がアネクドートを生み出した。もともとはレーニンから始まる。
その後に作家のウラジーミル・サフチェンコが法則を発展させた。
ジョークに新たな展開が生まれたのは1990年代の中頃だった。1996年ロシア大統領選挙でのつる派であるゲンナジー・ジュガーノフにふさ派のエリツィンが勝利したからである。現在のロシアではこのジョークはごく浸透しており、風刺（たとえばミハイル・ザドルノフ）やアネクドートによく用いられる。またニコライ2世の退位後に皇帝即位を拒否したミハイル大公やその後にロシア皇帝を称したキリル大公もこの法則に当てはまっているという話や、ソ連8月クーデターのゲンナジー・ヤナーエフをカウントすることもある。
日本でもやはりブレジネフの時代には知られており、それ以降巷間でこの法則を元に次の書記長や大統領を当てるということが冗談まじりに行われる。
ソ連を題材にした片山まさゆきのギャグ漫画『ウォッカ・タイム』では、この法則を「ソ連最高指導者のハゲフサ理論」と名づけ、当時この作品の主人公であったチェルネンコ書記長に、有力候補から次の書記長を当てさせるネタがあった。作中ではチュルネンコが「順番から来ると次はハゲだから、次の候補はハゲてる、こいつしかいない!」と、ゴルバチョフの名を挙げた。連載中にチェルネンコが没して次の書記長はゴルバチョフとなったことで、「法則」による予想を的中させた形となった。

## 比較写真
| 「つる」側の君主または最高指導者 | 「つる」側の君主または最高指導者 | 「ふさ」側の君主または最高指導者 | 「ふさ」側の君主または最高指導者 |
| --- | -------------------------------- | -------------------------------- | -------------------------------- |
| \| ニコライ1世以前の為政者を \| ニコライ1世以前の為政者を \| ニコライ1世以前の為政者を \| ニコライ1世以前の為政者を \| \| -------------------------------- \| -------------------------------- \| -------------------------------- \| -------------------------------- \| \| ピョートル1世 (1682-1725) \| \| \| エカチェリーナ1世 (1725－1727) \| \| ピョートル2世 (1727-1730) \| \| \| アンナ (1730－1740) \| \| イヴァン6世 (1740-1741) \| \| \| エリザヴェータ (1741－1762) \| \| ピョートル3世 (1762) \| \| \| エカチェリーナ2世 (1762－1796) \| \| パーヴェル1世 (1796－1801) \| \| \| アレクサンドル1世 (1801－1825) \| \| ニコライ1世以後の為政者 \| \| \| \| \| 「つる」側の君主または最高指導者 \| 「つる」側の君主または最高指導者 \| 「ふさ」側の君主または最高指導者 \| 「ふさ」側の君主または最高指導者 \| |                                  |                                  |                                  |
| ニコライ1世 (1825－1855) |                                  |                                  | アレクサンドル2世 (1855－1881)   |
| アレクサンドル3世 (1881－1894) |                                  |                                  | ニコライ2世 (1894－1917)         |
| リヴォフ (1917) |                                  |                                  | ケレンスキー (1917)              |
| レーニン (1917－1924) |                                  |                                  | スターリン (1924－1953)          |
| |                                  |                                  | マレンコフ (1953)                |
| フルシチョフ (1953－1964) |                                  |                                  | ブレジネフ (1964－1982)          |
| アンドロポフ (1982－1984) |                                  |                                  | チェルネンコ (1984－1985)        |
| ゴルバチョフ (1985－1991) |                                  |                                  | エリツィン (1991－1999)          |
| プーチン (2000－2008) | (2007)                           |                                  | メドヴェージェフ (2008－2012)    |
| プーチン (2012－) | (2012)                           |                                  |                                  |
| ニコライ1世以前の為政者を |                                  |                                  |                                  |
| ピョートル1世 (1682-1725) |                                  |                                  | エカチェリーナ1世 (1725－1727)   |
| ピョートル2世 (1727-1730) |                                  |                                  | アンナ (1730－1740)              |
| イヴァン6世 (1740-1741) |                                  |                                  | エリザヴェータ (1741－1762)      |
| ピョートル3世 (1762) |                                  |                                  | エカチェリーナ2世 (1762－1796)   |
| パーヴェル1世 (1796－1801) |                                  |                                  | アレクサンドル1世 (1801－1825)   |
| ニコライ1世以後の為政者 |                                  |                                  |                                  |
| 「つる」側の君主または最高指導者 | 「つる」側の君主または最高指導者 | 「ふさ」側の君主または最高指導者 | 「ふさ」側の君主または最高指導者 |